# Christian Konrad Sprengel
Christian Konrad Sprengel (n. 22 septembrie 1750, Brandenburg an der Havel, Regatul Prusiei, Imperiul German – d. 7 aprilie 1816, Berlin, Regatul Prusiei) a fost un botanist, naturalist, filolog și teolog german. El este considerat descoperitorul fertilizării florilor. Abrevierea numelui său în cărți științifice este C.K.Spreng..

## Familie
Tatăl lui Christian Konrad a fost învățătorul și arhidiaconul protestant al bisericii St. Gotthardt în Brandenburg/oraș Ernst Viktor Sprengel (1686-1759). Acesta a fost căsătorit de trei ori. După moartea primelor două neveste (1732 și 1735) cu care a avut 8 copii, a luat-o soție în 1736 pe Dorothea Gnadenreich (1712-1778), fiica superintendentului Peter Schäfer care i-a dăruit tot 8 copii, între ei pe viitorul savant ca ultimul. Mai mulți dintre frații mai mari au murit deja în copilărie sau adolescență, nu neobișnuit în acest timp. Trei dintre frații săi au studiat teologia și, asemenea tatălui, au fost învățători până când au fost hirotoniți pastori.
Christian Konrad Sprengel nu s-a căsătorit și nu a avut copii. Botanistul și medicul Kurt Polycarp Joachim Sprengel (1766-1833) a fost nepotul lui.

## Biografie

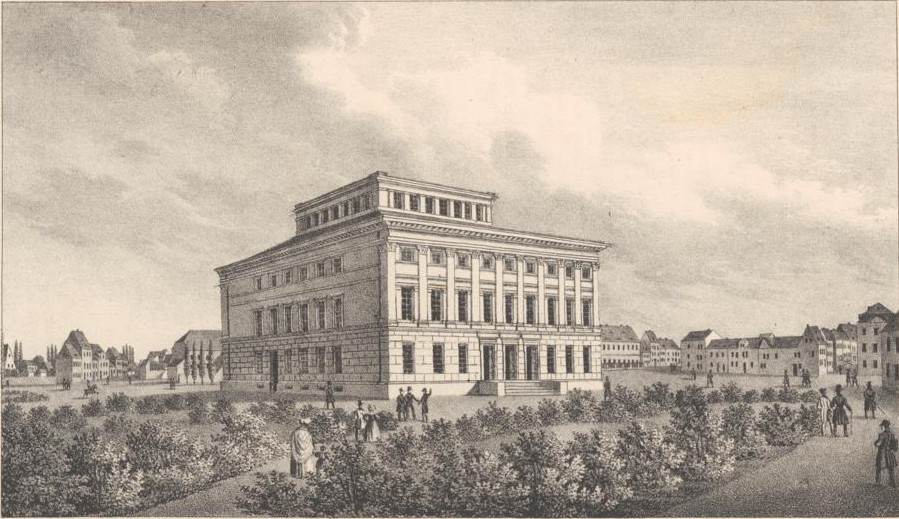
Universitatea din Halle pe timpuri

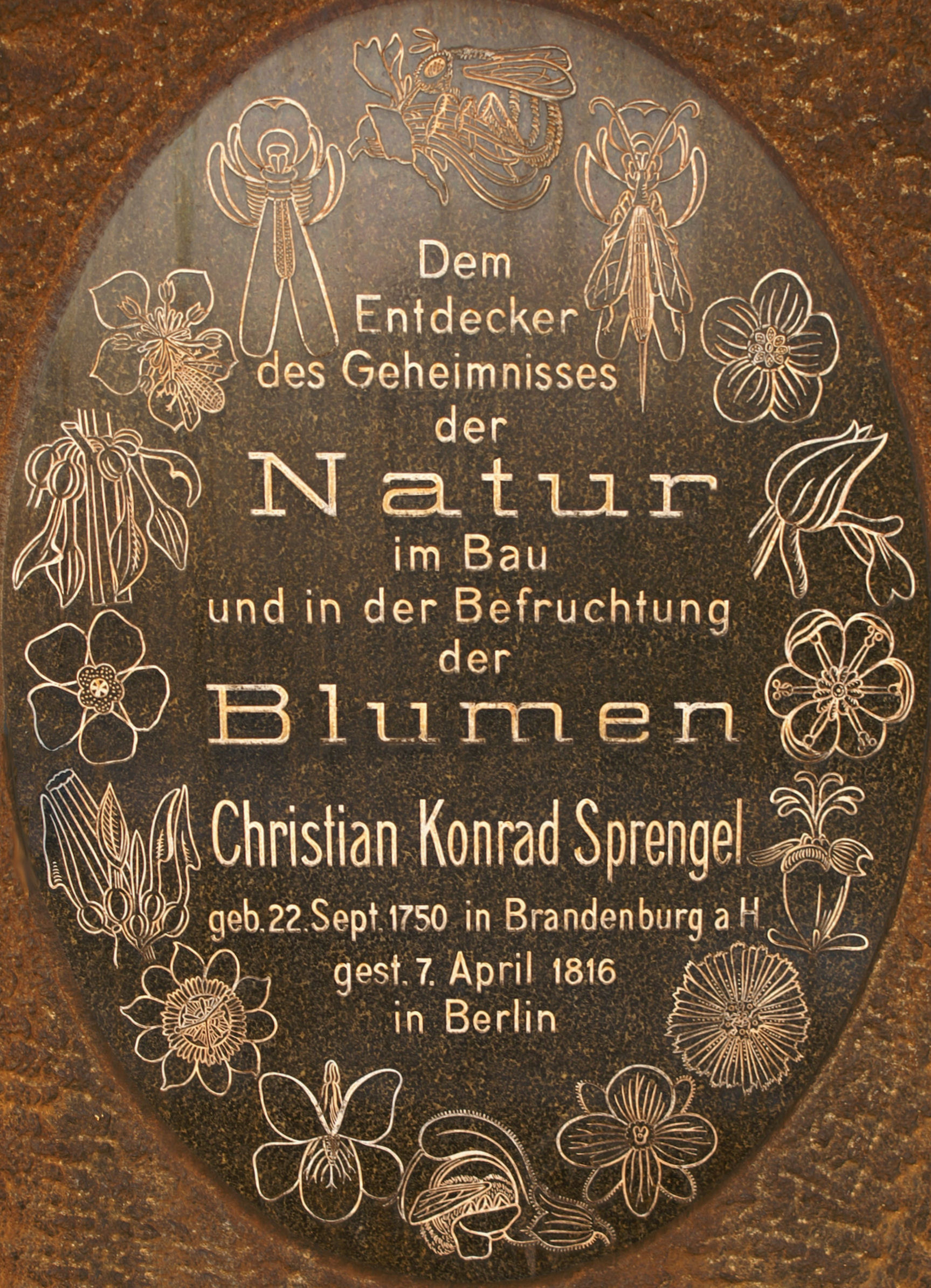
Placă comemorativă în grădina botanică Berlin

Se știe numai foarte puțin despre copilăria și tinerețea lui Sprengel. Fapt este, că s-a interesat deja timpuriu pentru botanica, dar a studiat teologia, filozofia și limbi străine la Universitatea din Halle-Wittenberg și a devenit mai întâi, din 1774, învățător la Berlin, apoi, din 1780 până în 1794, rector al liceului din [Sector Spandau|Spandau]], pe atunci încă un oraș propriu pe lângă Berlin. 
Dar din 1794 viața sa a avut să se schimbe: Din cauza urmăririi prea angajate a studiilor sale botanice (vezi jos), a început să neglijeze îndatoririle sale, și în urmă a fost demis și pensionat timpuriu pentru lipsă de datorie, dar i-a fost acordat o pensie și Sprengel a mers la Berlin ca un savant privat. 
De la aproximativ 1787, Sprengel a explorat polenizarea florilor și interacțiunile dintre plante și insecte. Astfel, a descoperit că nectarele (organismele producătoare de nectar în flori) au fost indicate de culori speciale și a concluzionat că culoarea a fost responsabilă pentru atragerea insectelor. Mai departe a constatat că  insectele au fost mijloacele de a transporta polenul de la stamină (parte masculină) unei flori la pistil (parte feminină) a alteia, printre altele la trandafirelul Epilobium angustifolium, polenizarea încrucișată (1790). A descoperit, de asemenea, că în multe flori bisexuale stamina și pistilul maturează la momente diferite, astfel încât auto-fertilizarea nu putea avea loc și se realiza drept urmare prin transferul polenului de la o floare la alta. Procesul de maturizare a părților masculine și feminine la diferite perioade l-a numit Dichogamie (proteroginie, hermafrodism succesiv), un termen care este încă folosit și a determinat procesul în detaliu. El a și descoperit că unele flori se bazează pe vânt pentru a-și transfera polenul și a studiat diferențele dintre aceste flori și cele fertilizate de insecte. Sprengel a crezut că principiile sale explică caracteristicile florilor, cum ar fi poziția, dimensiunea, forma, culoarea, mirosul și timpul de înflorire. El și-a publicat observațiile și gândurile în Das entdeckte Geheimnis der Natur im Bau und in der Befruchtung der Blumen („Secretul descoperit al naturii în construcția și fertilizarea florilor”) deja în anul  1793. Când cartea sa nu a fost bine primită, ideile lui nefiind acceptate de oamenii de știință ai timpului. Cel mai proeminent adversar al lui Sprengel a fost faimosul Johann Wolfgang von Goethe care l-a reproșat că ar da naturii o minte umană. De acea, Sprengel a devenit deprimat și nu a mai publicat rezultatele celorlalte-lor cercetări botanice. Sa întors la filologie, dar nu sa distins în ea.

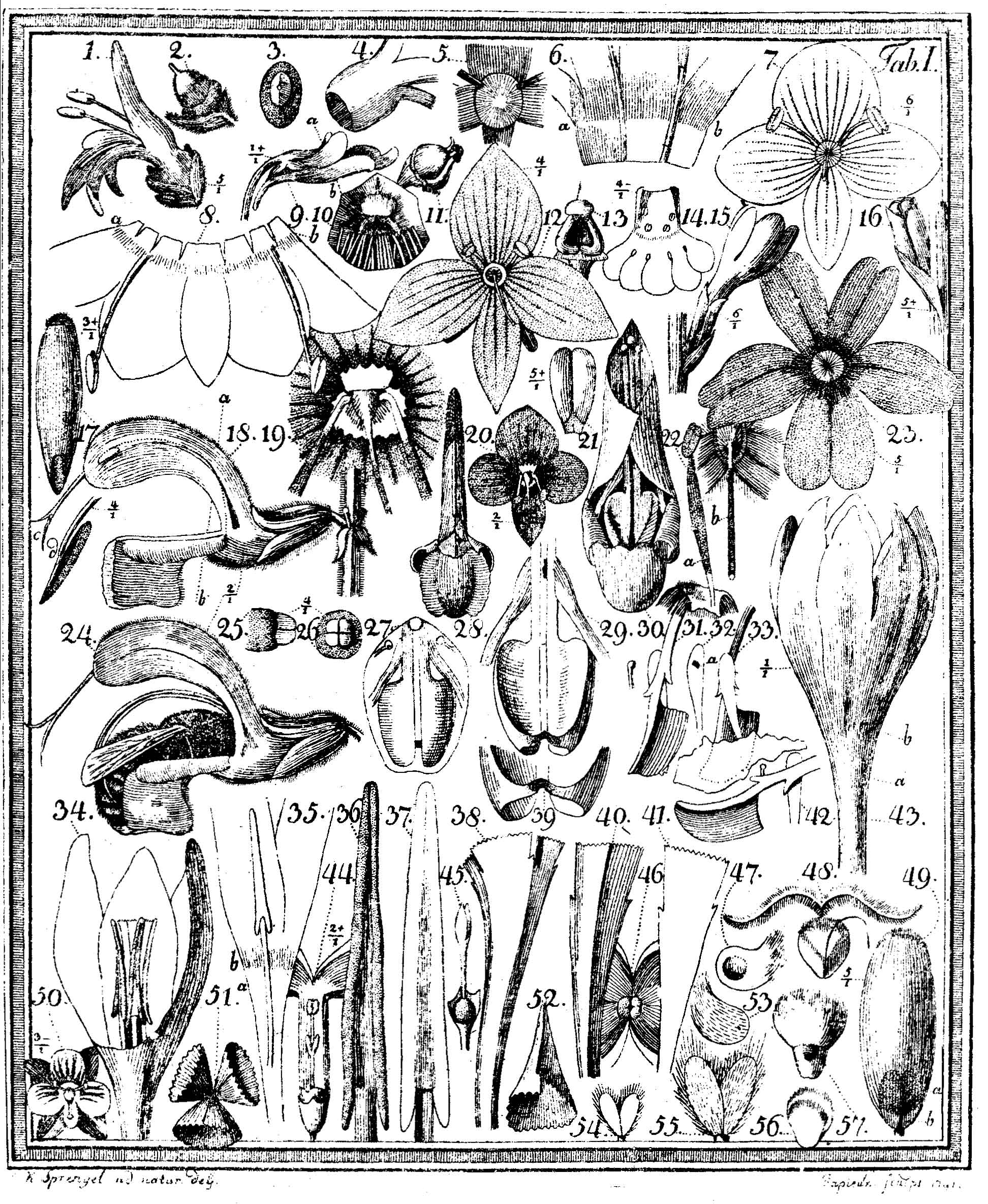
Imagine din „Secretul descoperit al naturii în construcția și fertilizarea florilor”

În final, în 1841, după un lung timp de neglijare, faimosul naturalistul englez Charles Darwin s-a arătat foarte impresionat de opera sa, recunoscând importanța pentru biologia evoluționistă fără ideile teologice conținute, pentru că Sprengel a crezut în particular, fiind teolog, că totul în natură a fi fost creat pentru un scop anumit, iar prin observarea plantelor a încercat să descopere scopul fiecărei părți cât și mai minuscule ale lor în cel mai mic detaliu. Dar descoperitorul genial al doctrinei de fertilizare, care, luptând cu circumstanțe nefavorabile, a trebuit să renunțe la succesul operei sale, nu poate fi învinuit de faptul că mizantropia l-a împiedicat să termine doctrina pe care a creat-o. Poziția sa înaltă în istoria dezvoltării științei botanice însă nu poate fi diminuată. Cercetările ulterioare efectuate de botaniștii Johann Maria Hildebrandt (1847-1881), Federico Delpino (1833-1905) și Johann Friedrich Theodor Müller (1821-1897) au confirmat și extins doctrina lui Sprengel prin numeroase detalii.
A murit singurel la vârsta de doar 65 de ani și a fost înmormântat în cimitirul Friedhof der Dorotheenstädtischen und Friedrichswerderschen Gemeinden. Mormântul nu este păstrat.
Liceul Konrad Sprengel din Berlin-Spandau, școala primară Konrad Sprengel și o stradă din Brandenburg pe Havel amintesc astăzi de fiul renumit al orașului. În plus, străzi din Berlin Berlin-Spandau, Wedding (cu un parc de același nume) și Wilhelmstadt din Spandau sunt denumite în onoarea lui. Un monument din grădina botanică în districtul Lichterfelde amintește de marele botanist.

## Publicații
- Das entdeckte Geheimnis der Natur im Bau und in der Befruchtung der Blumen, Editura Vieweg, Berlin 1793
- Die Nützlichkeit der Bienen und die Notwendigkeit der Bienenzucht, von einer neuen Seite dargestellte Blumen, Editura Pfenningstorff, Berlin 1918 (postum)